# Andrei Rubliov (jucător de tenis)
Andrei Andreievici Rubliov (în rusă: Андрей Андреевич Рублёв; n. 20 octombrie 1997) este un jucător profesionist de tenis din Rusia. Cea mai bună clasare a sa la simplu este locul 5 mondial, în septembrie 2021, iar la dublu locul 44 mondial, în noiembrie 2023. Rubliov a câștigat 16 titluri de simplu în circuitul ATP, inclusiv două titluri de Masters 1000, la Monte-Carlo Masters 2023 și Madrid Open 2024. El a ajuns în sferturile de finală ale tuturor celor patru turnee majore, dar este jucătorul masculin din era deschisă care a făcut acest lucru de cele mai multe ori fără să avanseze până în semifinale (având un record de 0-10 în sferturile de finală ale turneelor majore).
Rubliov a intrat în top 10 al circuitului ATP în octombrie 2020. El a câștigat patru titluri ATP la dublu, inclusiv un titlu Masters 1000 la Madrid Open 2023 cu Karen Haceanov, și în plus o medalie de aur la dublu mixt la Jocurile Olimpice de vară din 2020 cu Anastasia Pavliucenkova.

## Viața personală
Tatăl său, Andrei Rubliov senior, este fost pugilist profesionist. Iar mama sa, Marina Marenko, este antrenoare de tenis.
la Jocurile Olimpice de vară din 2020, desfășurate la Tokyo, în 2021, Andrei Rubliov și Anastasia Pavliucenkova au obținut medalia de aur, la proba de dublu mixt.

## Legături externe
Materiale media legate de Andrey Rublev la Wikimedia Commons
- en Andrei Rubliov (jucător de tenis) la Association of Tennis Professionals
- en Andrei Rubliov la Olympedia.org